# Sergio Lirio
Sergio Lirio(Governador Valadares, 13 de março de 1971) é um jornalista brasileiro. Exerce atualmente o cargo de redator-chefe da revista CartaCapital.

## Biografia
Formado em jornalismo pela Universidade Federal do Espírito Santo, foi trainee e repórter de economia da Folha de S. Paulo. Entre 1997 e 1999, trabalhou na revista IstoÉ Dinheiro, onde exerceu as funções de repórter de Finanças e subeditor na sucursal de Brasília. Após uma nova e rápida passagem pela Folha de S. Paulo, foi contratado pela CartaCapital em maio de 2000. No semanário fundado por Mino Carta, foi subeditor de Economia, editor de Política e secretário de redação. Assumiu o posto de redator-chefe em 2007.